# Lorenzo Lasa (organista)
Lorenzo Lasa Sebastián (Tarazona (província de Saragossa,  1841 - Girona, 25 de febrer de 1908) fou un organista aragonès del segle xix. L'any 1867 va ser el nou titular de l'orgue de la Catedral de Girona i el 1871 va assumir el magisteri, fins a l'any 1886, data en la qual es va suprimir finalment el càrrec de mestre de capella.
Mor a Girona a l'edat de 66 anys.

## Obres
Es conserven obres seves al fons musical de la catedral de Girona (GiC):
- Lletra Venid i manos todos
- Lletania per a 6 veus i Orquestra (1873)